# Альфа Дог (фільм)
«А́льфа Дог» (англ. «Alpha Dog») — американська біографічна кримінальна драма режисера Ніка Кассаветіса (був також сценаристом), що вийшла 2006 року. Фільм створено на основі реальних подій — викрадення і вбивства Ніколаса Марковіча. Утім, усі імена, а також — час подій (місяць: листопад замість серпня) у стрічці були змінені. У головних ролях Еміль Гірш, Джастін Тімберлейк, Антон Єльчін.
Продюсером були Сідні Кіммел, Пол Ральф. Вперше фільм продемонстрували 27 січня 2006 року у США на кінофестивалі «Санденс». В Україні у кінопрокаті прем'єра фільму відбулась 11 січня 2007 року.

## Сюжет
Джоні Трулав торгує легкими наркотиками, переважно марихуаною, його головним постачальником є батько. Джоні живе окремо від батьків, має власну банду, що складається з таких самих молодиків за 20. Хлопці проводять життя в постійних гулянках із дівчатами, алкоголем і травичкою. Вони хочуть здаватися крутими, але насправді — живуть з батьками.
Джейк Мазурскі заборгував Джоні гроші, і конфлікт між ними на одній із вечірок переріс у бійку й ледь не закінчився вбивством. Наступного дня Джейк повернувся з друзями й розгромив помешкання Джоні. Конфлікт набрав оберти, і тут під руку Джоні та його хлопцям потрапив кровний брат Джейка — Зак. Це милий 15-річний юнак, що росте в сімейному затишку.
Хлопці схопили брата, і тепер не знають що з ним робити. З одного боку, малому подобається проводити час на вечірках зі старшими. З іншого боку, викрадачі поступово розуміють юридичні наслідки свого вчинку. Через кілька днів, не наважившись повернути підлітка додому, вони його вбивають.

## У ролях
| Актор              | Персонаж                                                      | Роль                                                      | Реальний прототип                                         |
| ------------------ | ------------------------------------------------------------- | --------------------------------------------------------- | --------------------------------------------------------- |
| Еміль Гірш         | Джонні Трулав (англ. Johnny Truelove)                         | лідер банди, наркоторговець, викрав брата Джейка Мазурскі | Джессі Джемс Голлівуд (англ. Jesse James Hollywood)       |
| Джастін Тімберлейк | Френкі «Натс» Белленбачер (англ. Frankie «Nuts» Ballenbacher) | права рука Джонні Трулава і його найкращий друг           | Джессі Раґґ (англ. Jesse Rugge)                           |
| Бен Фостер         | Джейк Мазурскі (англ. Jake Mazursky)                          | старший брат викраденого Зака                             | Бенджамін «Бен» Марковіц (англ. Benjamin «Ben» Markowitz) |
| Шон Гатосі         | Елвіс Шмідт (англ. Elvis Schmidt)                             | член банди Джейка Мазурскі, вбив Зака Мазурскі            | Раян Гойт (англ. Ryan Hoyt)                               |
| Антон Єльчін       | Зак Мазурскі (англ. Zack Mazursky)                            | викрадений брат Джейка Мазурскі                           | Ніколас «Нік» Марковіц (англ. Nicholas «Nick» Markowitz)  |
| Шерон Стоун        | Олівія Мазурскі (англ. Olivia Mazursky)                       | мама Зака Мазурскі                                        | Сьюзен Марковіц (англ. Susan Markowitz)                   |
| Брюс Вілліс        | Сонні Трулав (англ. Sonny Truelove)                           | батько Джонні Трулава, його постачальник марихуани        | Джон «Джек» Голлівуд (англ. John «Jack» Hollywood)        |
| Домінік Суейн      | Сьюзен Гартунян (англ. Susan Hartunian)                       | подруга Френкі                                            | Наташа Адамс-Янг (англ. Natasha Adams-Young)              |
| Олівія Вайлд       | Анжела Холден (англ. Angela Holden)                           | дівчина Джонні                                            | Мішель Лашер (англ. Michelle Lasher)                      |
| Аманда Сейфрід     | Джулія Беклі (англ. Julie Beckley)                            | дівчина Зака                                              | Жанін (англ. Jeanine)                                     |
| Гаррі Дін Стентон  | Космо Гадабееті (англ. Cosmo Gadabeeti)                       | хрещений батько Джонні                                    | Джон Робертс (англ. Jon Roberts)                          |
| Голт Маккелені     | Том Фіннеган (англ. Tom Finnegan)                             | офіцер поліції                                            |                                                           |

## Сприйняття

### Критика
Фільм отримав загалом змішані відгуки: Rotten Tomatoes дав оцінку 54 % на основі 142 відгуків від критиків (середня оцінка 5,5/10) і 66 % від глядачів із середньою оцінкою 3,3/5 (420,885 голосів). Загалом на сайті фільми має змішаний рейтинг, фільму зарахований «гнилий помідор» від кінокритиків і «попкорн» від глядачів, Internet Movie Database — 6,8/10 (69 848 голосів), Metacritic — 53/100 (30 відгуків критиків) і 6,0/10 від глядачів (78 голосів). Загалом на цьому ресурсі від критиків і від глядачів фільм отримав змішані відгуки.

### Касові збори
Під час показу у США, що почався 12 січня 2007 року, протягом першого тижня фільм був показаний у 1,289 кінотеатрах і зібрав $6,412,775, що на той час дозволило йому зайняти 6 місце серед усіх тогочасних прем'єр. Показ протривав 42 дні (6 тижнів) і завершився 22 лютого 2007 року. За цей час фільм зібрав у прокаті у США $15,309,602, а у світі — $16,835,513, тобто загалом $32,145,115 при бюджеті $42 млн.
Під час показу в Україні, що стартував 18 січня 2007 року, протягом першого тижня фільм зібрав $149,598, що на той час дозволило йому зайняти 2 місце серед усіх тогочасних прем'єр. Показ завершився 11 лютого 2007 року, зібравши в Україні $291,215

### Нагороди і номінації[11]
| Рік  | Нагорода                    | Категорія                         | Номінант           | Результат  |
| ---- | --------------------------- | --------------------------------- | ------------------ | ---------- |
| 2006 | Young Hollywood Awards      | Найкраще виконання чоловічої ролі | Бен Фостер         | Перемога   |
| 2007 | Спілка кінокритиків Бостона | Найкращий актор другого плану     | Бен Фостер         | 2-ге місце |
| 2007 | MTV Movie Awards            | Видатний прорив                   | Джастін Тімберлейк | Номінація  |
| 2007 | Teen Choice Awards          | Choice Movie: Breakout Male       | Джастін Тімберлейк | Номінація  |